# Roscoe Mitchell

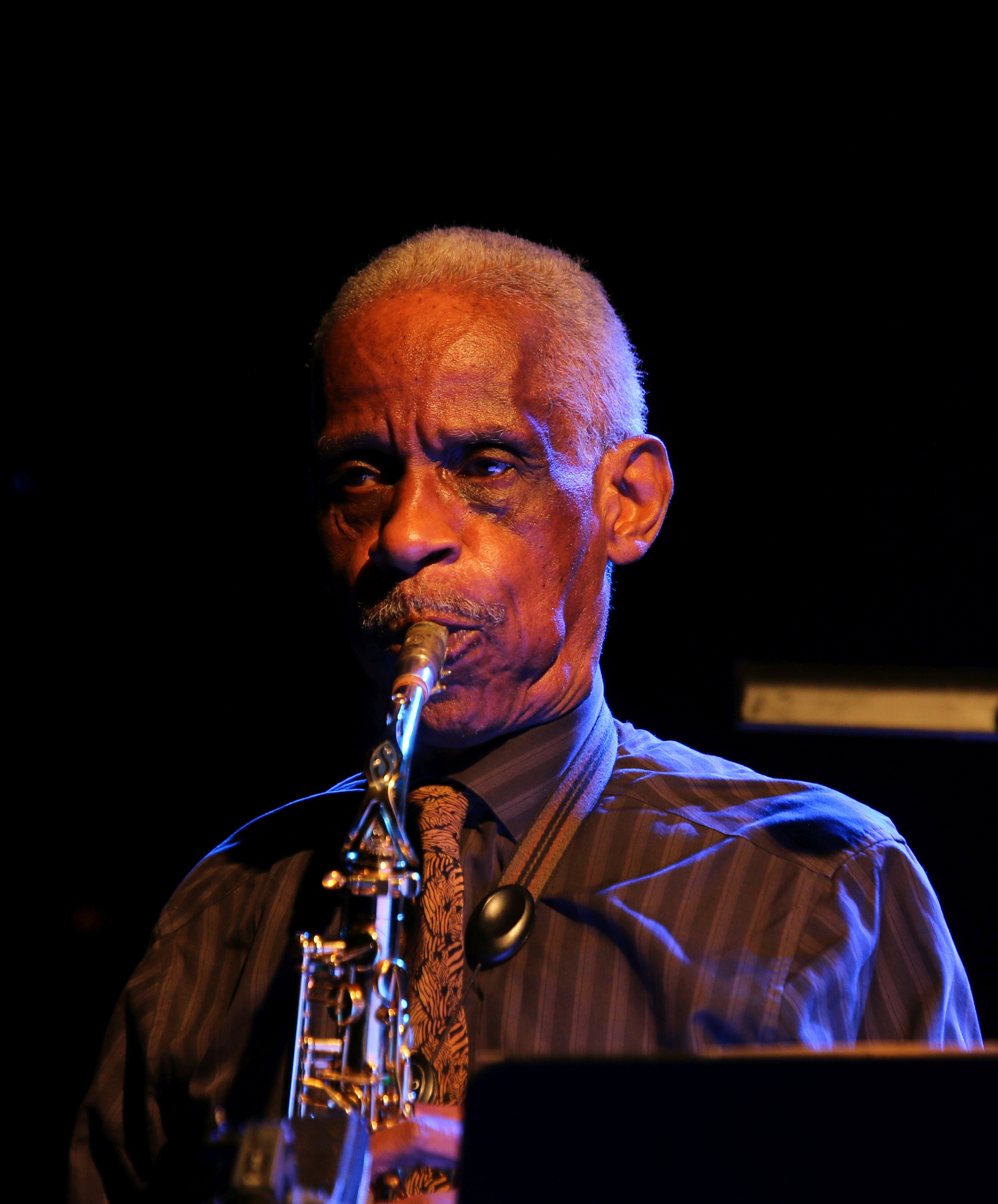
Roscoe Mitchell, Deutsches Jazzfestival 2015

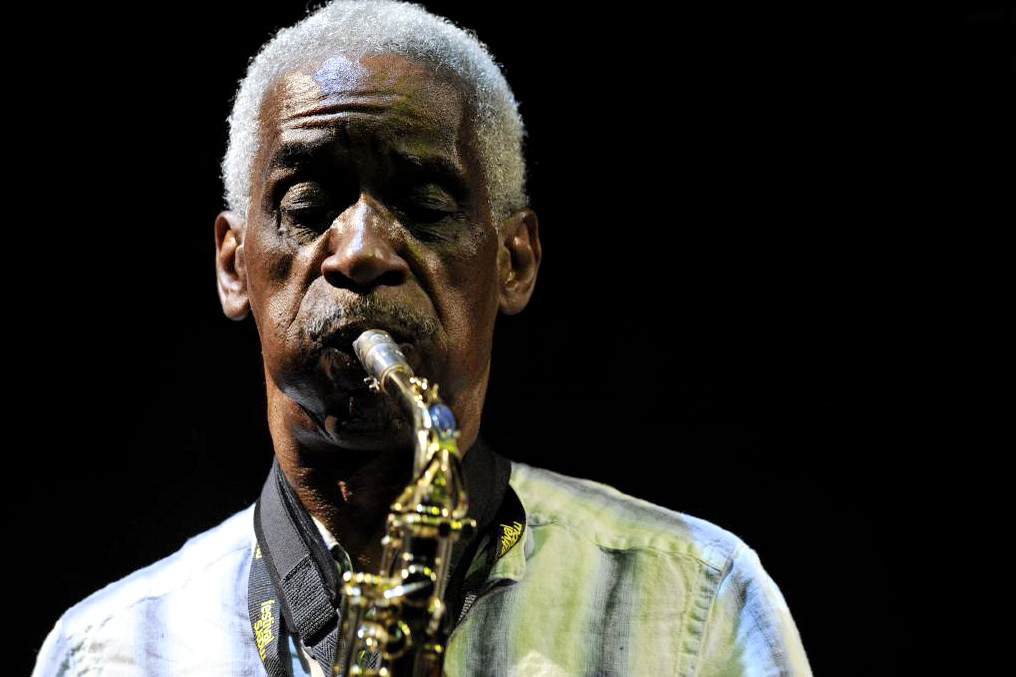
Roscoe Mitchell, Moers Festival 2009

Roscoe Mitchell (* 3. August 1940 in Chicago, Illinois) ist ein US-amerikanischer Jazz-Musiker (Alt-, Tenor-, Sopran-, Bariton- und Basssaxophon, Klarinette, Flöte, Oboe, Perkussion, Gesang), Musikpädagoge und Komponist. Er steht mit seinem früher rauen und ironischen, später immer lyrischeren Ton und seinem Ideenreichtum für den Neuen Jazz.

## Leben und Wirken
Geprägt von Kirchenmusik und Blues gleichermaßen, begann Mitchell mit elf Jahren an der Highschool Klarinette und Baritonsaxophon zu lernen. Seinen Militärdienst leistete er unter anderem in Heidelberg ab, wo er in einer Militärkapelle spielte; auch spielte er in dieser Zeit bei Sessions mit Albert Ayler. Anschließend arbeitete er mit Henry Threadgill und leitete seit 1961 in Chicago ein Hard-Bop-Sextett, das sich allmählich den neuen musikalischen Strömungen öffnete. Er wurde dann Mitglied von Muhal Richard Abrams’ Experimental Band und gehörte 1965 zu den Gründungsmitgliedern der Association for the Advancement of Creative Musicians (AACM), was ihm neue Wege freier Improvisation eröffnete. Mitchell war auch zehn Jahre an der AACM-Musikschule tätig. 1966 erschien sein Album Sounds (mit Lester Bowie und Malachi Favors). Als Joseph Jarman und Phillip Wilson (später Famoudou Don Moye) hinzukamen, entstand aus Mitchells Sextett die bis heute bestehende Band Art Ensemble of Chicago, eine der populärsten Gruppen der Jazz-Avantgarde. Darin setzte Mitchell, auf dessen Konzept die Gruppe beruhte, Stilmittel wie die Stille neben dem hochenergetischen Spiel ein und benutzte Kinderinstrumente wie auch  Hörner, Klarinette, Flöte, Piccoloflöte, Oboe, sowie  Bariton- und  Basssaxophon.
Seitdem arbeitet er an einer grundlegenden Neuorientierung von Musik, wobei Technik, Struktur, Komposition und Improvisation vor allem auf Erforschung und Formung des Sounds zielen und letztlich auf Entfaltung und Platzierung von Klang im Raum vor dem Hintergrund der Stille sowie auf Zerlegung gegebener Materialien in ihre Elemente und deren Transformation gerichtet sind.
Mitchell spielte mit dem Art Ensemble, als Bandleader anderer Formationen sowie als Sideman über einhundert Alben ein. Unter eigenem Namen entstanden Alben für die Label Delmark, Nessa, Sackville, Moers Music, 1750 Arch, Black Saint, Cecma und Silkheart Records. Dabei arbeitete Mitchell in einem Spektrum von großen Ensembles bis hin zu unbegleiteten Solo-Konzerten,
wie 1973/74 in den USA, Kanada und Finnland, außerdem 1977 im Duo mit Richard Teitelbaum und im Trio mit Joseph Jarman und Anthony Braxton auf dem Jazzfestival Moers. Mitchell betont das Nebeneinander von Improvisation und Komposition und greift auf „notierte Improvisationen“ zurück, um das Spiel aus den Routineabläufen zu befreien. Die Beschäftigung mit der Improvisation war für ihn auch aus einem anderen Grund wichtig: „Wenn man nicht wie ein Komponist denken kann, wird man nie lange Stücke konstruieren können.“ 
Bereits 1980 wurde an der San Francisco State University ein Cello-Quartett Mitchells uraufgeführt. Weitere Stücke für Kammerorchester sind in den nächsten Jahren entstanden, aber auch Bells of 59th Street für Altsaxophon und Gamelanorchester oder 9-9-99 für Violine und Klavier.
Nach seinen Tätigkeiten im Rahmen des AACM war Mitchell lange Zeit als Musikpädagoge aktiv; so arbeitete er von 1974 bis 1977 im Creative Arts Collective in East Lansing, in den 1970er- und 1980er-Jahren hielt er zahlreiche Workshops, u. a. an der University of Wisconsin und dem Banff Center in Alberta.

## Preise und Auszeichnungen
Für seine Verdienste in der Musikpädagogik wurde Mitchell 1988 von der National Association of Jazz Education ausgezeichnet, 1991 wurde er mit dem Jazz Masters Award geehrt. 2014 erhielt er den mit $ 275.000 dotierten Doris Duke Artist Award. 2020 erhielt er den Titel des Jazz Master der National Endowment for the Arts und damit die höchste Auszeichnung des Jazz in den USA.
2024 wurde er zum Mitglied der American Academy of Arts and Letters gewählt.

## Diskographie (Auswahl)

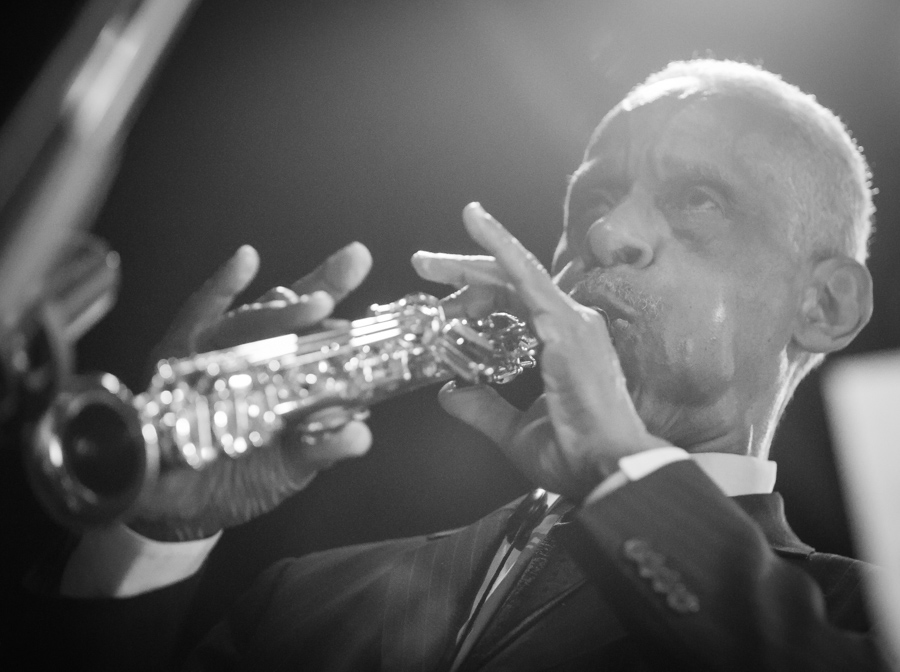
Kongsberg Jazzfestival 2017

- Sound (Delmark, 1966) mit Lester Bowie, Maurice McIntyre, Malachi Favors
- 3 X 4 Eye (Black Saint, 1981) mit A. Spencer Barefield, Hugh Ragin, Jaribu Shahid, Tani Tabal,
- Roscoe Mitchell and the Sound and Space Ensembles (Black Saint, 1983) mit A. Spencer Barefield, Michael Mossman, Gerald Oshita, Jaribu Shahid, Tani Tabal, Thomas Buckner
- Live at Mühle Hunziken (1986)
- The Flow of Things mit Jodie Christian, Malachi Favors, Steve McCall (1986)
- This Dance is for Steve McCall (Black Saint, 1993) mit Matthew Shipp, William Parker, Vincent Davis
- In Walked Buckner (Delmark, 1998)
- The Bad Guys (2000) mit Jaribu Sahid, Craig Taborn, Tani Tabal, Wadada Leo Smith, Harrison Bankhead, Spencer Barefield, Gerald Cleaver, Matthew Shipp  (2000)
- 8 O’Clock – Two Improvisations (Mutable, 2000) mit Thomas Buckner
- First Look mit Tatsu Aoki  (2003–04)
- Solo 3 (Mutable, 2004) solo
- Turn mit Corey Wilkes, Craig Taborn, Jaribu Shahid, Tani Tabal (2005)
- Evan Parker Transatlantic Art Ensemble: Boustrophedon (2006)
- Angel City (2014)
- Bells for the South Side (ECM, 2017)